# Asbjørn Halvorsen
Asbjørn Halvorsen (Sarpsborg, 3 de dezembro de 1898 - Narvik, 16 de janeiro de 1955) foi um futebolista e treinador norueguês, medalhista olímpico.

## Carreira
Asbjørn Halvorsen fez parte do elenco nos Jogos Olímpicos de 1920, e como treinador da medalha de bronze nos Jogos Olímpicos de 1920 e na Copa do Mundo de 1938.

## Ligações Externas
- Perfil em Databaseolympics